# Islotes Morales
Die Islotes Morales sind eine Inselgruppe im Südosten der zu den Joinville-Inseln vor der Nordspitze der Antarktischen Halbinsel gehörenden Wideopen Islands.
Wissenschaftler einer argentinischen Antarktisexpedition (1953–1954) benannten sie nach José Martín Morales, Able Seaman der Korvette Uruguay von 1903 bis 1904.